# Araçari de Beauharnais
Pteroglossus beauharnaesii
Espèce
Statut de conservation UICN

 LC  : Préoccupation mineure
L'Araçari de Beauharnais (Pteroglossus beauharnaesii) est une espèce d'oiseau appartenant à la famille des toucan, Ramphastidae. On le trouve en Bolivie, au Brésil et au Pérou.

## Taxonomie
L'Araçari de Beauharnais a été décrit pour la première fois par Johann Georg Wagler en 1831, mais l'orthographe de son épithète spécifique n'a été corrigée qu'en 2020. Il a parfois été classé dans les genres monotypiques Beauharnaisius et Ulocomus.
L'Araçari de Beauharnais est monotypique.

## Description

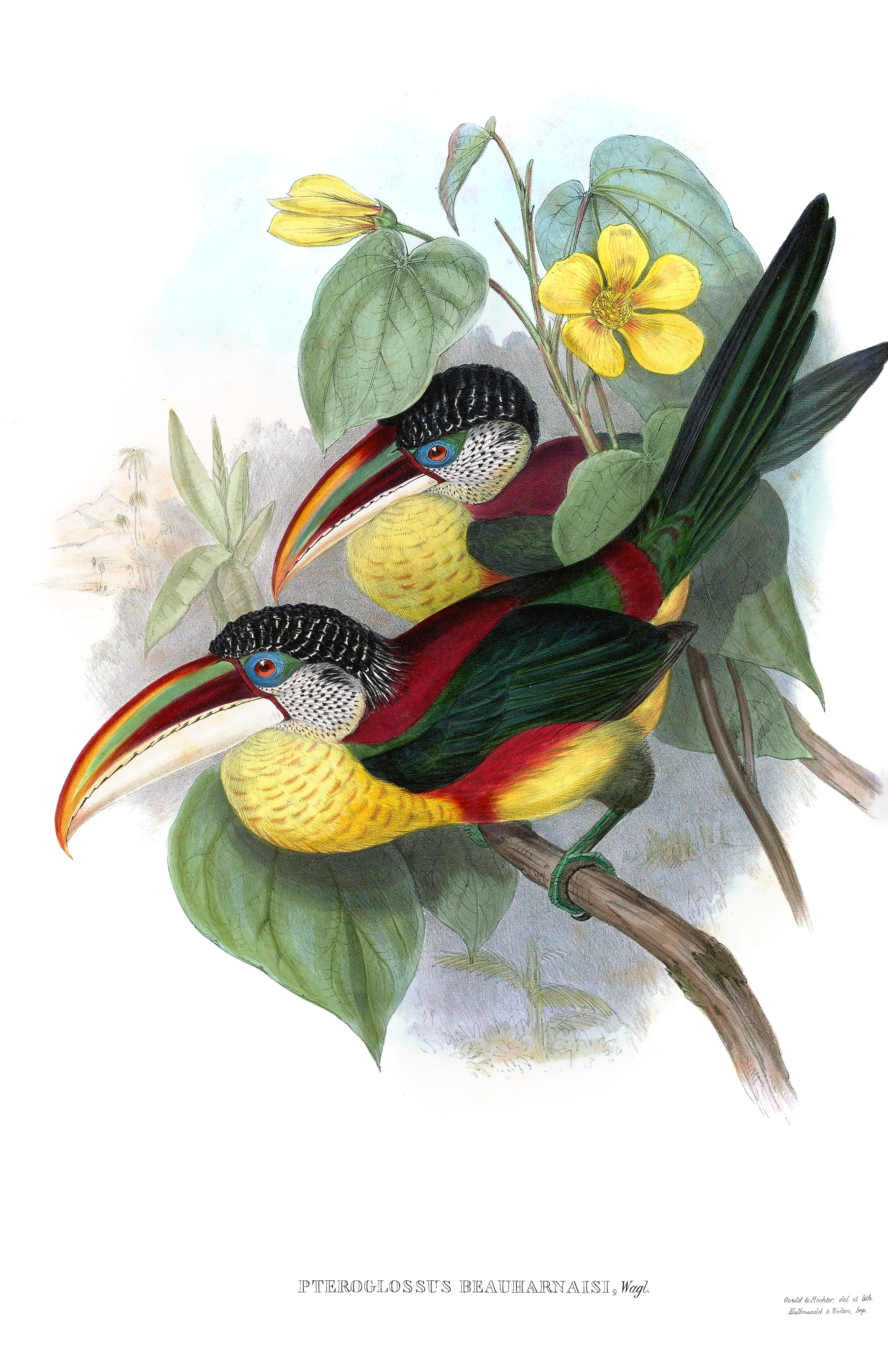
Illustration by John Gould and Henry Constantine Richter

L'Araçari de Beauharnais mesure de 42 à 46 cm de long et pèse de 164 à 280 g. Son nom anglais "Curl-crested aracari" lui vient de ses uniques plumes noires, frisées et brillantes, sur le dessus de sa tête et sa nuque ; elles ressemblent à des morceaux de plastique ou d'émail. Mâles et femelles se ressemblent, à l'exception du bec plus court de la femelle. Son bec présente une ligne brun-orange à sa base. La mandibule est ivoire, devenant orangée à son extrémité. Le maxillaire présente un culmen orangé et une bande marron le long de sa partie inférieure, plus large à la base. Entre les deux, le maxillaire est vert ou bleuté. Il présente des « dents » ivoire indistinctes le long du tomium. Sa peau bleue, nue entoure son œil, ses joues et sa gorge sont blanchâtres et mouchetées de noir. Le haut de son dos et son croupion sont rouges, tandis que le reste de son dessus est vert foncé. Leurs parties inférieures sont jaunes, avec une large bande rouge sur le bas de la poitrine. Leurs Tectrice peuvent être teintées de rouge. Les immatures sont une version plus terne des adultes.

## Comportement

### Déplacements
L'Araçari de Beauharnais semble effectuer des déplacements sur de courtes distances ou locaux, mais il est par ailleurs un résident permanent.

### Alimentation
L'Araçari de Beauharnais se nourrit généralement en groupes de 12 individus maximum, généralement dans la canopée. Il se nourrit également d'arbustes fruitiers près du sol. Son régime alimentaire n'a pas été détaillé, mais il est connu pour être principalement composé de fruits. Il se nourrit également d'œufs et de jeunes d'autres oiseaux, et il est connu pour détruire les nids de Cassique cul-jaune (Cacicus cela) pour s'en procurer.

### Reproduction
La saison de reproduction de l'Araçari de Beauharnais semble s'étendre principalement de mai à août, mais elle pourrait commencer plus tôt et s'étendre plus longtemps. Son nid, ses œufs et le reste de sa biologie de reproduction sont inconnus.

### Vocalisation
Les cris de l'Araçari de Beauharnais comprennent une série de « rrek » profonds, allant d'un « rrr » doux à un « grenk » dur, voire grognant. Il émet également un « et-et » plus doux lorsqu'il s'installe au perchoir. Un autre auteur ajoute un « cha-cha-cha cha wruh cha-- » grave et rauque.

## Répartition et habitat

L'Araçari de Beauharnais se rencontre dans le sud-ouest du bassin amazonien, au sud du fleuve Amazone. Son aire de répartition s'étend du nord du Pérou, au sud du fleuve Marañón, à l'est, jusqu'à l'ouest du Brésil, jusqu'au fleuve Madeira, et au sud-est jusqu'au fleuve Xingu. Du Pérou, son aire de répartition s'étend également vers le sud, jusqu'au nord et au centre de la Bolivie, et au Brésil, jusqu'au nord du Mato Grosso. Il habite l'intérieur des terres, les clairières et les lisières des forêts humides, bien drainées ou marécageuses. On le trouve principalement à moins de 500 m d'altitude, mais on le trouve jusqu'à 900 m près des Andes.

## Status
L'UICN a classé l'Araçari de Beauharnais comme étant de préoccupation mineure. Son aire de répartition est vaste, mais sa population est inconnue et on pense qu'elle est en déclin. Aucune menace immédiate n'a été identifiée. On le trouve dans la réserve nationale de Tambopata, au Pérou. Il est chassé, et « Des données supplémentaires sur la biologie de cette espèce sont essentielles, au cas où il deviendrait nécessaire de la protéger ».

## Synonymes
- Beauharnaisius beauharnaesii
- Pteroglossus Beauharnaesii Wagler, 1832
- Pteroglossus Poeppigii Wagler, 1832
- Pteroglossus ulocomus Gould, 1833
- Pteroglossus lepidocephalus Nitzsch, 1840
- Beauharnaisius ulocomus Bonaparte, 1850
- Ulocomus beauharnaisi Heine, 1890
- Pteroglossus (Beauharnaisius) beauharnaesii Peters, 1948